# Kõrveküla (Tapa)
Kõrveküla is een plaats in de Estische provincie Lääne-Virumaa, behorend tot de gemeente Tapa. De plaats heeft 11 inwoners (2021) en heeft de status van dorp (Estisch: küla).
Bij Kõrveküla ligt het meer Kernu järv met een oppervlakte van 8,4 ha. In de bossen bij Kõrveküla ligt de zwerfsteen Rehessaare rändrahn met de afmetingen 10 x 5 x 5,5 m.
De plaats werd in 1859 voor het eerst genoemd onder de naam Körwekülla, een nederzetting op het landgoed van Jäneda.

## Foto's

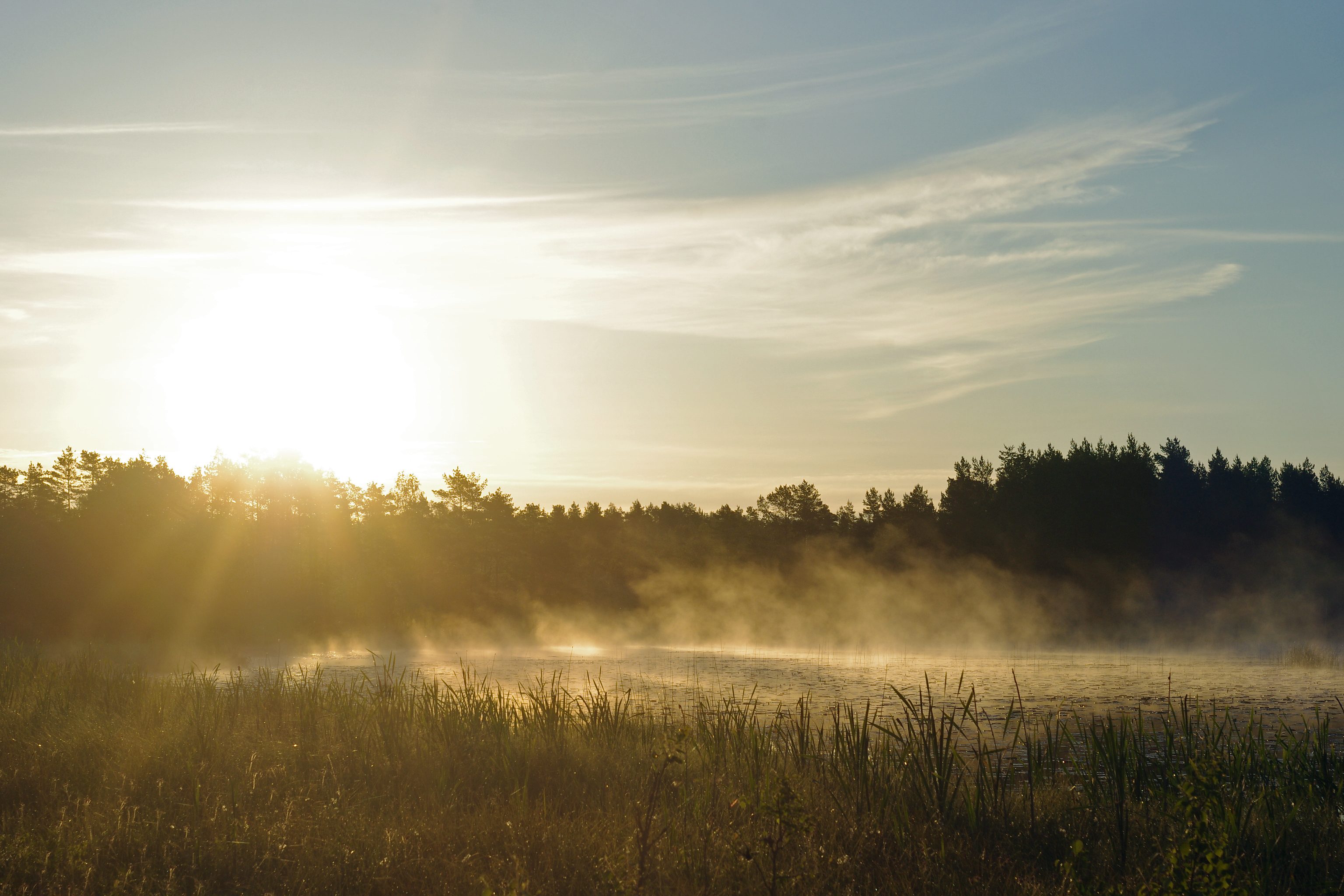
Het Kernu järv
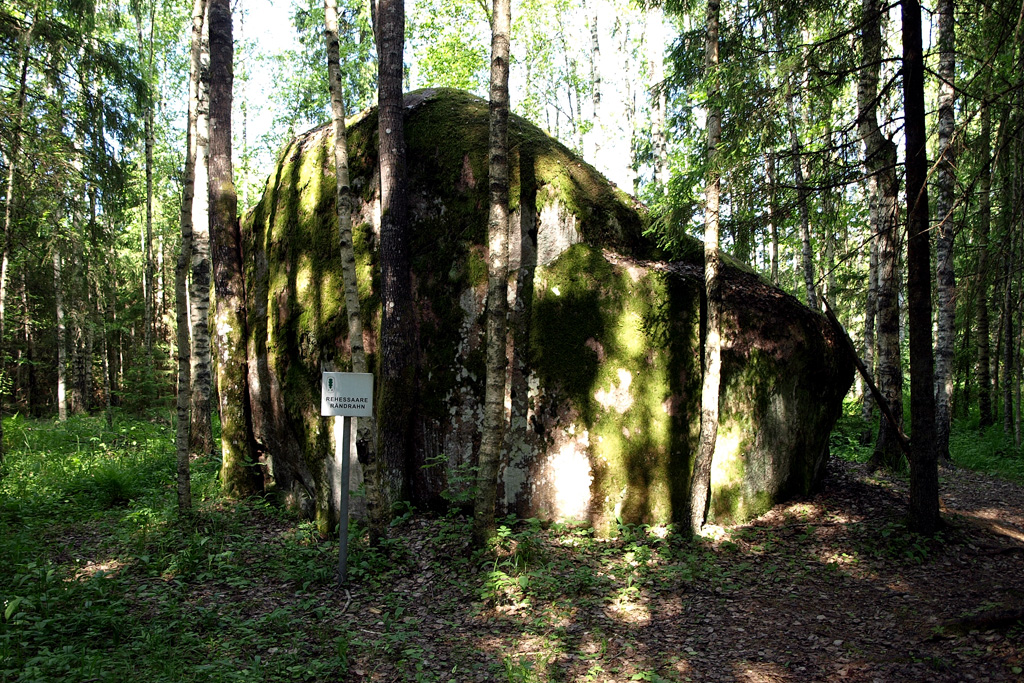
De Rehessaare rändrahn